# ناصر الحجاج

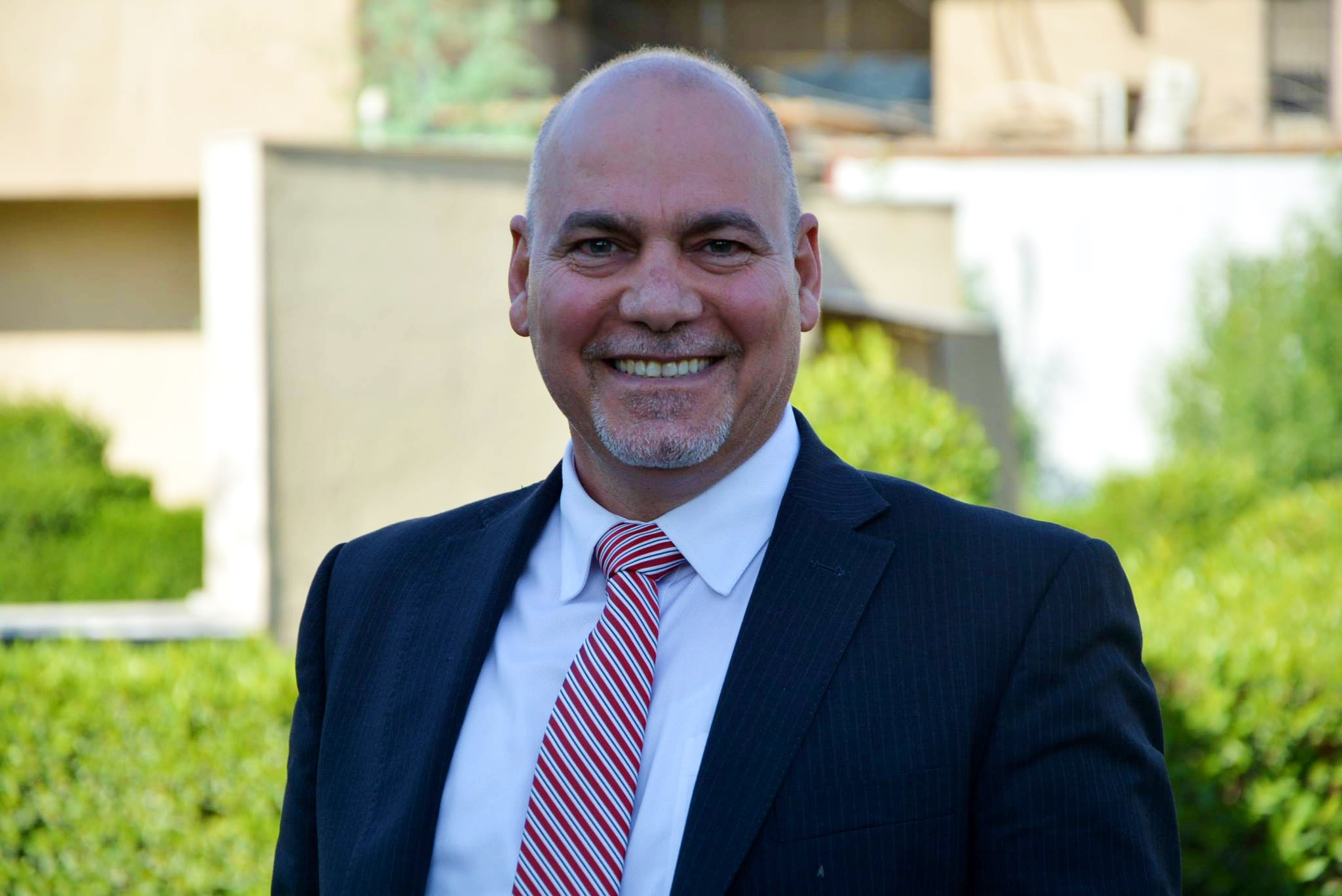

ناصر الحجاج (1969 - ) هو شاعر وناقد ثقافي، وصحفي وأستاذ جامعي عراقي.

## حياته
ولد ناصر الحجاج في البصرة جنوب العراق، وبدأ كتابة الشعر خلال مرحلة الدراسة الثانوية، حيث نشر أوليات قصائده في جريدة الراصد، والطليعة الأدبية في العراق. هاجر الحجاج العراق بعد انتفاضة عام 1991. ووصل إلى بيروت عام 1992 مرورا بدمشق. أكمل دراسته الجامعية الأولية، والماجستير في الجامعة اللبنانية في كلية الآداب والعلوم الإنسانية بيروت. عمل خلال سنوات إقامته في لبنان في مجال التدريس والصحافة، وكانت له نشاطات ثقافية عبر تأسيس المنتدى الثقافي العراقي في لبنان، بالتعاون مع المنتديات الشعرية والأدبية والثقافية المحلية في لبنان. غادر الحجاج لبنان إلى الولايات المتحدة عام 2000 حيث عمل في الصحافة، إذ ترأس جريدة العصر الإسلامي التي تصدر باللغتين العربية والإنجليزية في مدينة ديربورن بولاية مشيغان، وفي التعليم والإدارة التعليمية مدرسا ومنسقا لقسم اللغة العربية في مؤسسة حمادة التعليمية. وكذلك في إذاعة صوت أميركا وراديو سوا وقناة الحرة. مارس الحجاج التعليم الأكاديمي أستاذ للغة العربية في عدة جامعات منها جامعة جونز هوبكنز في ولاية ميريلاند، وجامعة كونكورديا في ولاية مينيسوتا ، ويعمل حاليا أستاذا مساعدا للغة والثقافة العربية في جامعة مونتانا في مدينة ميزولا.

## إسهاماته
يعمل الحجاج على مشروع إحياء اللسان العربي، ويعتبر أن التسمية الأدق للغة العربية الفصحى العامة لكل العرب هي اللسان العربي (العربي Arabī) الذي يجمع كل لغات الأمصار العربية، أي اللغات العربية المحكية في الدولة العربية وأن الأفضل تسمية لغة محلية Vernacular language بدلا من لهجة Dialect، وبهذا يكون اللسان العربي Arabī جامعا للغات العرب، كما كان في السابق قبل اعتماد النحو معيارا لقبول لغة من لغات العرب أو رفضها. ولهذا فهو من القلائل المختصين بعلم الثقافة وله عدة أبحاث في هذا المجال.

## مؤلفاته
صدر له من الكتب والدواوين الشعرية، منها:
1. نبوءة مجنونة، شعر، بيروت 1998.
2. القراءة العربية، أونتاريو، كندا، 2004.
3. السياب: هوية الشعر العراقي، في النقد الثقافي، بيروت 2012.
4. كلاب طروادة، شعر، بيروت، البصرة 2018.
5. المحلية العربية البصرة، العراق 2024.